# Stefan Neuberger (Rennfahrer)
Stefan Neuberger (* 30. November 1958 in Bad Homburg) ist ein deutscher Automobilrennfahrer.

## Karriere
Neuberger begann seine Karriere 1985 in der deutschen Formel Ford 1600 Deutschland, in der er auf Anhieb Meister wurde. Außerdem nahm er an der Deutschen Formel-3-Meisterschaft teil, dort belegte er Platz 26 in der Gesamtwertung. 1986 nahm Neuberger am Formel Ford 1600 Race of Champions teil. Außerdem startete er weiterhin in der deutschen Formel 3 und verbesserte sich auf Gesamtrang 13. 1987 startete er nehmen der Deutschen-Formel-3-Meisterschaft auch im Europäischen Formel-3-Cup, in dem er Platz 20 belegte. 1988 wurde Neuberger Neunter in der Deutschen Formel 3 und nahm an der Sportwagen-Weltmeisterschaft teil. Außerdem startete er beim letzten Rennwochenende in der DTM in einem BMW M3 des Team Tauber, in dem er 1989 die gesamte Saison in der DTM bestritt. 1998 startete Neuberger in der Deutschen Tourenwagen Challenge und belegte Platz 46. 2000 fuhr er in der Renault Clio V6 Trophy und wurde Vizemeister. 2001 wurde er Meister in der DMSB Renault Sport Clio Trophy. 2004 fuhr Neuberger im Deutschen Porsche Carrera Cup und 2006 im Deutschen Seat Leon Supercopa, in dem er am Saisonende Platz 18 belegte. 2007 wechselte er in die Mini Challenge Deutschland, in der er Gesamtrang 24 belegte. Auch 2008 war Neuberger dieser Serie am Start und verbesserte sich auf Gesamtrang 19. Außerdem startete er 2008 in der ADAC Procar-Serie und belegte Platz 12 in der Division 1.

## Statistik

### Karrierestationen
- 1985: Deutsche Formel 3 Meisterschaft (Platz 26)
- 1985: Formel Ford 1600 Deutschland (Meister)
- 1986: Formel Ford 1600 Race of Champions
- 1986: Deutsche Formel 3 (Platz 13)
- 1987: Europäische Formel 3 (Platz 20)
- 1987: Deutsche Formel 3
- 1988: Sportwagen-Weltmeisterschaft
- 1988: Deutsche Formel 3 (Platz 9)
- 1988: Deutsche Tourenwagen-Meisterschaft
- 1989: Deutsche Tourenwagen-Meisterschaft
- 1998: Deutsche Tourenwagen Challenge (Platz 46)
- 2000: Renault Clio V6 Trophy Deutschland (Platz 2)
- 2001: DMSB Renault Sport Clio Trophy (Meister)
- 2004: Porsche Carrera Cup Deutschland
- 2006: Seat Leon Supercopa Deutschland (Platz 18)
- 2007: Mini Challenge Deutschland (Platz 24)
- 2008: 24h Series Toyo Tires (Platz 18)
- 2008: ADAC Procar – Division 1 (Platz 12)
- 2008: 24-Stunden-Rennen auf dem Nürburgring – SP6 (Platz 1)
- 2008: Mini Challenge Deutschland (Platz 19)
- 2008: 24h Series – A5 (Platz 1)
- 2015: Central European Zone Championship E2-2000
- 2016: Central European Zone Championship – Formel 3
- 2016: REMUS F3 Pokal (Platz 15)